# 徐燦 (詞人)
徐燦（約1617年—約1693年），字湘蘋，号深明，女，長洲（今江苏省苏州市西南）人。明末清初词人。

## 生平
明光祿寺丞徐子懋的次女，明末清初名宦陳之遴繼室。祖姑徐媛亦是苏州才女。自幼颖悟，“通书史，识大体”，婚姻生活美滿，多愁善感，能寫詞，水平可與南宋女詞人李清照相提並論，陈维崧云：“徐湘蘋才锋遒丽，生平著小词绝佳。盖南宋以来，闺房之秀，一人而已。”，陈廷焯亦云“国朝闺秀工词者，自以徐湘蘋为第一。”早年曾入蕉園詩社，和顾玉蕊、柴静仪、林以宁、朱柔则等号称“蕉园五子”（另說是“蕉園七子”）。
崇禎十一年（1638年）九月，陳之遴父陳祖苞因事下獄，臨刑前在獄中服毒自盡。之遴受牽連，判以“永不錄用”。明亡後，陳之遴立即降清。顺治十三年（1656年），徐燦随夫流放到盛京（今遼寧瀋陽市）。同年十月朝廷念其對大清有功，令其返北京入旗。顺治十五年（1658年），陈之遴又因罪全家“流徙盛京，家产籍没” 。平時閱讀《道書》、《丹資經》打發時間。康熙五年（1666）九月，之遴病死尚陽堡，长子、次子及幼子相繼離世。康熙十年（1671），聖祖巡視盛京，徐燦上疏乞求扶櫬以還，得到准許。晚年信佛，更号紫言，居新仓小桐溪上之南楼。卒年不詳。其词结集为《拙政園詩餘》。事蹟見黄嫣梨《清代四大女词人》，邓红梅《女性词史》，叶嘉莹《历代名家词新释辑评》。